# Santa Maria Madre della Provvidenza a Monte Verde (titolo cardinalizio)
Santa Maria Madre della Provvidenza a Monte Verde (in latino: Titulus Sanctae Mariae Matris Providentiae in Monte Viridi) è un titolo cardinalizio istituito da papa Paolo VI nel 1973. Il titolo insiste sulla chiesa di Santa Maria Madre della Provvidenza.
Dal 22 febbraio 2014 il titolare è il cardinale Orani João Tempesta, arcivescovo metropolita di Rio de Janeiro.

## Titolari
- Luis Aponte Martínez (5 marzo 1973 - 9 aprile 2012 deceduto)
- Orani João Tempesta, O.Cist., dal 22 febbraio 2014